# Їм, кого залишили батьки
Їм, кого залишили батьки — радянський художній фільм 1990 року, знятий режисером Зазою Урушадзе.

## Сюжет
У фільмі розповідається історія однієї звичайної грузинської сім'ї. Чоловік з дружиною любили один одного, у них народився син, якого вони назвали Гією. Але хлопчик хворий — він не може говорити. Поступово між подружжям охолоджуються відносини, і чоловік вирішує покинути сім'ю — він покохав іншу жінку.

## У ролях
- Рамаз Кадарія
- Нана Мамулашвілі
- Картлос Марадішвілі
- Лія Кобуладзе
- Тенгіз Папідзе
- Важа Вадачкорія
- Дмитро Шарвадзе
- Людмила Шепилова
- Гіві Лежава

## Знімальна група
- Сценарісти : Гія Новадзе, Джемал Топурідзе, Заза Урушадзе
- Режисер : Заза Урушадзе
- Оператор : Ігор Амасійський
- Композитор : Зураб Надареїшвілі
- Художник : Нодар Сулеменашвілі